# Nikumanu
Nikumanu ist ein Ort im südlichen Teil des pazifischen Archipels der Gilbertinseln nahe dem Äquator im Staat Kiribati mit einer Landfläche von 0,26 km². 2020 wurden 350 Einwohner gezählt.

## Geographie
Der Ort liegt zusammen mit Tabomatang im Südteil der Insel Nikunau. Im Ort gibt es das Nikumanu Maneaba, ein traditionelles Versammlungshaus.

## Klima
Das Klima ist tropisch heiß, wird jedoch von ständig wehenden Winden gemäßigt. Ebenso wie die anderen Orte der südlichen Gilbertinseln wird Nikumanu gelegentlich von Zyklonen heimgesucht.